# Pień wulkaniczny
Pień wulkaniczny – duże (o średnicy do kilku kilometrów) ciało skalne cylindrycznego kształtu powstałe przez zastygnięcie lawy w kominie wulkanicznym. Czasem termin ten traktuje się jako synonim dużego komina wulkanicznego.